# Copromorpha alixella
Copromorpha alixella is een vlinder uit de familie van de Copromorphidae. De wetenschappelijke naam van de soort is voor het eerst geldig gepubliceerd in 1965 door Legrand.